# Charles Vancouver Piper
Charles Vancouver Piper (* 18. Juni 1867 in Victoria (British Columbia), Kanada; † 11. Februar 1926 in Washington, D.C., USA) war ein deutschamerikanischer Botaniker und Agrarwissenschaftler. Sein offizielles botanisches Autorenkürzel lautet „Piper“.

## Leben
Geboren in Victoria (British Columbia), Kanada, als fünftes von neun Kindern der deutschstämmigen Eltern Andrew William und Minna „Minnie“ (Hausman) Piper, verbrachte er seine Jugend in Seattle im damaligen Washington-Territorium. Bereits mit 10 Jahren begann er Studien der lokalen einheimischen Flora. Im Alter von 16 Jahren war er Vorsitzender der Young Naturalists Society, einer Vereinigung von Jugendlichen, die sich dem Studium der Flora und Fauna des westlichen Washington-Territoriums widmete. Mit 18 erlangte er 1885 einen Bachelor-Grad an der University of Washington. Im selben Jahr gehörte er zur dritten bekanntgewordenen Gruppe von Bergsteigern, die den Gipfel des Mount Rainier erreichten. Nach der Erlangung eines Masters of Science (1892) lehrte er ab 1893 Botanik und Zoologie am Washington Agricultural College (heute State College of Washington) in Pullman (Washington) und blieb Lehrstuhlinhaber bis 1903. Während einer Summer School an der Harvard University im Jahr 1900 erlangte er einen zweiten Master of Science.
Piper erstellte den ersten maßgeblichen Führer zur Flora der nordwestlichen USA. Gemeinsam mit seinem Mitarbeiter R. Kent Beattie erforschte er die Region Palouse im südöstlichen Washington und veröffentlichte mit ihm 1901 sein erstes Buch The Flora of the Palouse Region. Er weitete 1906 die Studien auf den gesamten Bundesstaat aus. Im selben Jahr veröffentlichte die Smithsonian Institution seinen Katalog als Flora of the State of Washington. Außerdem publizierte er die Flora of Southeast Washington and Adjacent Idaho (1914) und die Flora of the Northwest Coast (1915). Diese Arbeiten verhalfen ihm zur Anerkennung als Autorität auf dem Gebiet der Flora der nordwestlichen USA.
Im Jahr 1903 begann er eine Karriere im Landwirtschaftsministerium der Vereinigten Staaten in Washington, D.C., welche bis zu seinem Lebensende andauerte. Er war zunächst mit dem Gras-Herbarium betraut und ab 1905 mit der Abteilung für Futterpflanzen-Forschung (Office of Forage-Crop Investigations). Er arbeitete zur Züchtung und Einführung von Gräsern. Auf einer Reise nach Afrika lernte er Sudangras kennen und führte die Pflanze in Nordamerika als Futterpflanze ein. Piper schrieb, dass es wesentlich weniger Studien zu Futterpflanzen gäbe im Vergleich zu solchen über Baumwolle, Getreide und anderen Kulturpflanzen. Er führte dies auf den fehlenden ökonomischen Anreiz zurück.
Er war 1907 einer der 5 Initiatoren und eines der 43 Gründungsmitglied der American Society of Agronomy und 1914 für ein Jahr ihr 7. Präsident, während dieser Zeit außerdem Vorsitzender der Committee on Standardization of Field Experiments. Ab 1909 gab er die Proceedings of the American Society of Agronomy heraus, welche einen jährlichen Bericht zur Entwicklung der Gesellschaft gaben. 1911 wurde er vom Kriegsministerium beauftragt, auf den Philippinen Möglichkeiten zur Heu-Versorgung der U.S. Army zu untersuchen. Seine viereinhalbmonatige Reise führte ihn über die Philippinen hinaus nach Java, Indien, Ägypten und Europa; während dieser Reise sammelte er Saatgut für das Landwirtschaftsministerium und besuchte auch Botanische Gärten und Museen. 1916 veröffentlicht er vier Artikel im Journal of the American Society of Agronomy, jeder als Contributions to agronomic terminology. betitelt. Im selben Jahr wurde er außerdem – wie erneut 1918 – Beisitzer im Committee on agronomic terminology. Pipers Kenntnisse über Gräser ließen ihn zum Vorsitzenden der Green Section der United States Golf Association werden, einen Posten, den er von 1921 bis zu seinem Tod bekleidete.
Sojabohnen waren ein weiteres Studienobjekt von Piper. Er schrieb 1923 – gemeinsam mit William J. Morse – The Soybean, eine vollständige und heutzutage klassische Monografie über die Art. Der Botaniker war bei der Etablierung der Art als erfolgreiche Kulturpflanze behilflich. Seither hat sich Soja als grundlegender Bestandteil der US-Landwirtschaft etabliert und ist seit den 1970er Jahren die zweitgrößte und ertragreichste Kultur in den USA nach Mais und noch vor Weizen.

## Leistungen
Als erster in den Vereinigten Staaten erkannte Piper die Bedeutung der Sojabohne als Hauptkultur. Bereits 1907 – die Bohne war nicht mehr als eine botanische Kuriosität – begann seine Beschäftigung mit der Art. Er stellte William J. Morse ein, einen frisch Graduierten von der Cornell University, um das Potenzial der Sojabohne ausschöpfen zu können. Mit The soybean veröffentlichten sie das erste umfassende Buch über die Art, welches heute als Klassiker gilt.
Als erster studierte er Golfplätze aus der Sicht eines Botanikers und Agrostologen. Mit seinem 1917 veröffentlichten Werk Turf for Golf Courses schuf er ein Grundlagenwerk, das noch heute von Golfern in den USA anerkannt ist.
Als herausragender Botaniker verfasste er mehrere Standardwerke. Sein Spezialgebiet war die Flora des Pacific Northwest. Mehr als 1.700 Pflanzenarten wurden von ihm beschrieben.
Die wenigsten Botaniker waren an kommerzieller Verwertung ihrer Erkenntnisse – insbesondere in der Kulturpflanzenforschung – interessiert. Um dem abhzuhelfen, wurde Piper einer der Gründer der American Society of Agronomy, welche bis heute besteht und eine erfolgreiche Organisation darstellt.

## Ehrungen
- 1921: Verleihung der Ehrendoktorwürde durch das Kansas Agricultural College
- 1921: Mitglied der American Academy of Arts and Sciences[7]
- Ehrenmitglied des Washington Golf and Country Club
- Die Orchideen-Gattung Piperia Rydb. a mit acht Arten ist nach ihm benannt.[8]

## Werke (Auswahl)
- Piper, Charles V. & Beattie, R. Kent (1901) The Flora of the Palouse Region, Washington Agricultural College and School of Science, Pullman (Washington), 208 S. in der Biodiversity Heritage Library
- Piper, Charles V. (1906). Flora of the state of Washington. Washington, Govt. Print. Off., 637 S.
- Piper, Charles V. & Beattie, R. Kent (1914) Flora of southeastern Washington and adjacent Idaho. Lancaster, Pa., Press of the New era printing company, 296 S.
- Piper, Charles V. & Beattie, R. Kent (1915) Flora of the northwest coast, including the area west of the summit of the Cascade Mountains, from the forty-ninth parallel south to the Calapooia Mountains on the south border of Lane County, Oregon. Lancaster, Pa., Press of the New era printing company, 418 S.
- Piper, Charles V. & Oakley, R. A. (1917) Turf for Golf Courses. The Macmillan Co., New York, 262 S.
- Piper, Charles V. & Morse, William J. (1923) The soybean. McGraw-Hill Book, New York, 329 S.